# Askim
Askim település Norvégia Østfold megyéjében. Közigazgatásilag Askim község központja.

## Közlekedés
A települést érinti az E18-as európai út.

## Személyek
- Itt született Halvard Hanevold (1969–2019) sílövő
- Itt született Henning Solberg (1973) autóversenyző
- Itt született Petter Solberg (1974) raliversenyző